# Andrzej Gawroński (aktor)
Andrzej Gawroński (ur. 10 lutego 1935 w Warszawie, zm. 4 września 2020 tamże) – polski aktor teatralny, filmowy, telewizyjny i dubbingowy.

## Życiorys
Absolwent Wydziału Aktorskiego PWST w Warszawie (1959). Był aktorem Teatru Ateneum (1959–1969) i Teatru Syrena w Warszawie (1969–1987). Występował w filmach i serialach fabularnych oraz zajmował się dubbingiem. Był głosem m.in. pasikonika Filipa w Pszczółce Mai i Smerfa Marudy w Smerfach.
Był bratem zmarłego w 2003 roku Aleksandra Gawrońskiego i stryjem Agaty Gawrońskiej, której mężem jest Adam Bauman.
Zmarł 4 września 2020 w wieku 85 lat na gruźlicę. Został pochowany na cmentarzu Powązkowskim w Warszawie.

## Filmografia
- 1959: Jons i Erdme
- 1960: Niewinni czarodzieje
- 1963: Daleka jest droga – wojskowy
- 1964: Giuseppe w Warszawie – Janek „gestapowiec”
- 1965: Podziemny front – Gustaw
- 1968: Wszystko na sprzedaż – kierownik planu
- 1969: Jak rozpętałem drugą wojnę światową – Helmut, gestapowiec eskortujący Franka w pociągu
- 1970: Kolumbowie – kat na Gestapo
- 1971: Nie lubię poniedziałku – kierowca
- 1971: Milion za Laurę – kapitan, dowódca polskiego punktu granicznego
- 1973: Nagrody i odznaczenia – chorąży dziennikarz
- 1975: Kazimierz Wielki – Jakub z Biskupca, wysłannik Krzyżaków przed sądem
- 1976: Polskie drogi – gestapowiec kierujący akcją wysiedlania wsi Nalepy
- 1977: Sprawa Gorgonowej – policjant pilnujący Gorgonową podczas procesu
- 1979: Słodkie oczy
- 1979: Prom do Szwecji – major MO
- 1979: Tajemnica Enigmy – gestapowiec na Starówce
- 1979: Na własną prośbę – Jankowski
- 1979: Doktor Murek – policjant
- 1980–2000: Dom – listonosz
- 1981: Wielka majówka – milicjant
- 1981: Dziecinne pytania
- 1983: Lata dwudzieste... lata trzydzieste...
- 1983: Co dzień bliżej nieba – Jojte
- 1984–1988: Tajemnice wiklinowej zatoki –
  - Archibald (głos),
  - kret (głos, odc. 2)
- 1985: C.K. Dezerterzy – Hudej (głos)
- 1986: Porwanie w Tiutiurlistanie – kogut Marcin Pypeć (głos)
- 1986: Tulipan – Michał, ojciec Gosi
- 1986: Zmiennicy – mężczyzna w kolejce po wodę, którego suszy
- 1986: Weryfikacja – żołnierz patrolujący ulicę
- 1987: Dorastanie – zaopatrzeniowiec (odcinek 3)
- 1987: Trzy kroki od miłości
- 1987: Krótki film o zabijaniu
- 1988: Pięć minut przed gwizdkiem
- 1988: Kornblumenblau – Kapo
- 1988: Królewskie sny – schwytany poddany Witolda
- 1988–1991: W labiryncie – mężczyzna podwożący Igora do Warszawy
- 1988: Zmowa
- 1991: Kuchnia polska – urzędnik przy wykwaterowaniu Szymanków
- 1992–1996: Film pod strasznym tytułem – Marbas (głos)
- 1993: Czterdziestolatek. 20 lat później – pan Marian
- 1993: Siedmiomilowe trampki –
  - koci żołnierz (głos),
  - miejski urzędnik (głos)
- 1999: Wszystkie pieniądze świata – dozorca Grzesiuk
- 1999: Odwrócona góra albo film pod strasznym tytułem – Marbas (głos)
- 2001: Marszałek Piłsudski – właściciel domu w Sulejówku oglądanego przez Piłsudskich

### Przed kamerą (gościnnie)
- 1951: Warszawska premiera, niewymieniony w czołówce
- 1961: Dotknięcie nocy – Listonosz, niewymieniony w czołówce
- 1966: Pieczone gołąbki – Milicjant legitymujący Leopolda, niewymieniony w czołówce
- 1967: Cześć kapitanie – Milicjant kontrolujący samochód bohaterki, niewymieniony w czołówce
- 1974: Czterdziestolatek – malarz odnawiający mieszkanie Flory (odc. 6)
- 1975: Noce i dnie – Czerniak, chłop w Serbinowie, niewymieniony w czołówce
- 1978: Życie na gorąco – Kurt, współpracownik Gebherdta/dziennikarz Reutera
- 1978: Ślad na ziemi – Florek, członek rodziny Jasparskich
- 1984: Rok spokojnego słońca – Esesman, niewymieniony w czołówce
- 2005: M jak miłość – Pijaczek (odc. 322, 324)
- 2005: Na Wspólnej – Mężczyzna przy samochodzie Oskara (odc. 488)
- 2008: Kryminalni – portier (odc. 94)
- 2008: Ojciec Mateusz  – Stefan, pensjonariusz Domu Spokojnej Starości "Pogodny zmierzch" (odc. 7)
- 2009: Plebania – Gustaw, mężczyzna sprzedający pianino (odc. 1253, 1254)
- 2010: Samo życie  – Klemens Łaciak (odc. 1436, 1437)

## Polski dubbing
- 1930–1963: Zwariowane melodie –
  - Łebski Willy Kojot / Wiluś E. Kojot,
  - Wilk Ralph,
  - Pan Fritz Puchacz (Kocham jazzować),
  - Von Hamburger (Kaczor Daffy w Hollywood),
  - dozorca w więzieniu (Skazani na kratki i pasiaki),
  - Wujek Sam (Gwiaździsty sztandar),
  - staruszek/jeden z piekarzy (Pracowici piekarze),
  - narrator (Misiowa opowieść),
  - Żabot (Bajka o dwóch kotkach, Bajka o dwóch myszach, Mysia hipno-kotoza),
  - Kucharz Louie (Looney Tunes Złota kolekcja, część 2)
  - różne głosy (Gwiazdy Space Jam, Królik Bugs i przyjaciele, Bugs i Tweety: Spójrzcie na ptaszka!, Looney Tunes Złota kolekcja, część 3)
- 1956: Herbaciarnia „Pod Księżycem” – Sakini
- 1959: Anatomia morderstwa – porucznik Manion
- 1959: Syn skazańca – Paul Mahtry
- 1960: O chłopie, co okpił śmierć – Kuba Darbujan
- 1960: Wehikuł czasu – H. George Wells
- 1960–1966: Flintstonowie (Między nami jaskiniowcami) (pierwsza wersja, druga wersja, trzecia wersja oraz Flintstonowie. Dwie przygody Dina)
- 1961: Gdy drzewa były duże – Lońka
- 1962: Doktor Fabrizius działa – Gabriel
- 1962: Drugi tor – Frank Reisner
- 1962: Julio, jesteś czarująca – Tom Fennell
- 1962: Komisarz – Provetti
- 1962: Próba terroru – Red Lynch
- 1962: Serca trzech dziewcząt
- 1962: Spotkali się latem – Tom
- 1962: W pogoni za meteorytem – dr. Przemil
- 1962: Wyrok w Norymberdze – adwokat Rolfe
- 1962–1987: Jetsonowie –
  - Henry, wynalazca (druga wersja),
  - robotolog (pierwsza wersja; odc. 8)
  - chodziarz potrącony przez George’a (druga wersja; odc. 27),
  - Space Bong (druga wersja; odc. 34),
  - Pierwszy Duch Świąt (druga wersja; odc. 37)
- 1963: Ikaria XB 1 – Michal
- 1963: Ciotki na rowerach – milicjant
- 1964: Różowa Pantera: Strzał w ciemności – Hercule Lajoy
- 1964–1967: Goryl Magilla – Pan Peebles (druga wersja)
- 1964: Winnetou: Część II – porucznik Robert Merril
- 1964: Wizyta starszej pani – Fisch
- 1965: Kopciuszek w potrzasku
- 1965: Lebiediew kontra Lebiediew – Oleg Lebiediew
- 1965: Old Surehand
- 1965: Przedział morderców – Jean-Lou
- 1965: Synowie Wielkiej Niedźwiedzicy – Tokei-ihto
- 1966: Czarodziejska lampa Aladyna – Mubarak
- 1966: Morderstwo po naszemu – Emil
- 1966: Przed wojną – adwokat G. Novakovic
- 1966: Winnetou i Apanaczi – Judge
- 1967: Eskadra czuwa – Gontar
- 1967: Niewidzialny batalion – więzień
- 1967: Rozwód z miłości – Peter Madi
- 1967: Wielki wąż Chingachgook – Pogromca zwierząt
- 1967: Saga rodu Forsyte’ów – Monty Dartie
- 1967: Wyzwanie dla Robin Hooda – Alan-o-Dale
- 1968: Asterix i Kleopatra – Numerobis
- 1968: Kapitan Florian z młyna – książę kanclerz
- 1968: Lala – Diodato
- 1968: Pippi – włóczęga Grom Karolek
- 1969: Czerwony namiot – Cecioni
- 1969: Jego wysokość towarzysz książę – Hennes
- 1969: Wujaszek czarodziej – ojciec Gyusziego
- 1969: Zbrodnia i kara – Razumichin
- 1970: Aryskotraci – Waldi
- 1970: Plac Czerwony – Wołodia
- 1970: Zerwanie – Charles
- 1971: Śmierć w Wenecji – Kierownik hotelu
- 1971: Umrzeć z miłości – Guenot
- 1971: Królowa Elżbieta –
  - Seymour (odc. 1),
  - Babington (odc. 4)
- 1972–1973: Nowy Scooby Doo –
  - były dozorca Addamsów (odc. 3),
  - operator mostu (odc. 6),
  - Milo Miluch (odc. 8),
  - Otto (odc. 21)
- 1973: Robin Hood
- 1974: Hong Kong Phooey –
  - Rocky (odc. 7),
  - Chrupek (odc. 13),
  - Burmistrz (odc. 15)
- 1975: Zaklęte rewiry
- 1975: Pszczółka Maja –
  - Filip, pasikonik
  - bliźniak Filipa – Wacek (odc. 89)
- 1975: Zwycięzca – Ganin
- 1976: Błękitny ptak – Cukier
- 1976: Gęsiarek Maciek – Rządca
- 1978: Pod Borsuczą Skałą – Hromotluk
- 1979: Królik Bugs i Struś Pędziwiatr: Szalony pościg – Kojot
- 1979-1982: Scooby i Scrappy Doo –
  - pan Percy (odc. 5),
  - pan McGee (odc. 8)
- 1981–1989: Smerfy –
  - Maruda,
  - Lodowy Strażnik
  - Król Bawół
  - Chciwiec
- 1983–1987: Fraglesy – najstarszy Fragles na świecie (wersja TVP; odc. 12)
- 1984–1987: Łebski Harry –
  - admirał Kot (odc. 6b),
  - klient restauracji (odc. 10a)
- 1985: Asterix kontra Cezar – Gajus Flabius
- 1985: 13 demonów Scooby Doo
- 1986: Bolek i Lolek na Dzikim Zachodzie – kupiec
- 1986: Tajemnica starego strychu
- 1986: Wielki mysi detektyw
- 1986: Asterix w Brytanii – Chauteapetrus
- 1986–1987: Mój mały kucyk –
  - Rufus, dziadek Plumy (druga wersja; odc. 13-14),
  - gramofon (druga wersja; odc. 45-46)
- 1986-1988: Dennis Rozrabiaka
- 1987: Jetsonowie spotykają Flintstonów
- 1987–1990: Kacze opowieści –
  - Granit Forsant (pierwsza wersja),
  - terrafirmiański trener (druga wersja; odc. 2),
  - stary rybak (druga wersja; odc. 3),
  - Czarnoksiężnik Czarlin (pierwsza wersja; odc. 15),
  - Pracownik Sknerusa, który czytał gazetę w czasie pracy (pierwsza wersja; odc. 24),
  - Operator kamery (pierwsza wersja; odc. 24),
  - numizmatyk (pierwsza wersja; odc. 26),
  - J.R. Mooing, rekin naftowy z Teksasu (pierwsza wersja; odc. 37),
  - Minol (druga wersja; odc. 37),
  - menedżer wytwórni Kacze Nagrania (pierwsza wersja; odc. 86),
  - złodziejaszek Kundol (Dijon), brat Pulpona (pierwsza wersja; odc. 97, 99, 100)
- 1987: Kocia ferajna w Beverly Hills
- 1988: Bouli (pierwsza wersja) –
  - Handlarz,
  - Święty Mikołaj (odc. Jak Bouli zastąpił Świętego Mikołaja),
  - Sędzia na turnieju rycerskim (odc. Bouli rycerzem)
- 1988: Opowieści z Nowego Testamentu –
  - głodny starzec (odc. 11),
  - Jashub (odc. 13),
  - Łazarz (odc. 13)
- 1988–1994: Garfield i przyjaciele – Platon (odc. 40b, 41b)
- 1989–1992: Chip i Dale: Brygada RR –
  - kret z bandy Spaślaka,
  - Net (odc. 4),
  - kucharz w studio (odc. 6),
  - malarz (odc. 6),
  - szeryf (odc. 7),
  - jeden z pilotów statku (odc. 11),
  - wódz plemienia nielotów kiwi (odc. 13),
  - Spinelli, jeden z plemienia żuków (odc. 52),
  - Chew Lee (odc. 54),
  - jubiler obrabowany przez Szczura Kapone
- 1989: Wielka bitwa Asteriksa – Prolix
- 1990–1993: Szczenięce lata Toma i Jerry’ego –
  - inspektor Łaps (odc. 51c),
  - Wilard (odc. 53a),
  - Świrniętonogi (odc. 54c, 55c),
  - farmer (odc. 56c)
- 1990–1994: Super Baloo – Dan Douson, właściciel powietrznego cyrku szaleńców (pierwsza wersja)
- 1990–1994: Przygody Animków –
  - Wiluś E. Kojot,
  - Krab (odc. 54),
  - Orson Waleń (odc. 70),
  - Spiker (odc. 74)
- 1990: Kacze opowieści: Poszukiwacze zaginionej lampy – Dijon (Kundol)
- 1990: Pinokio
- 1991: Rover Dangerfield
- 1991: Kot w butach – Gestler
- 1991: Piękna i Bestia – Księgarz
- 1991–1992: Dzielny Agent Kaczor –
  - barman (odc. 8),
  - Kozłowaty (odc. 52-53)
- 1991–1992: Eerie, Indiana – Grungy Bill
- 1991–1993: Powrót do przyszłości
- 1991–1993: Taz-Mania –
  - Struś Pędziwiatr (odc. 12a),
  - Marsjanin Marvin (odc. 42a)
- 1991–1997: Rupert (wersja TVP) –
  - sługa chłopca czarownika (odc. 2),
  - król ptaków (odc. 11)
- 1992: W 80 marzeń dookoła świata – Smok (odc. 1)
- 1992: Nowe podróże Guliwera
- 1992: Poszukiwacze zaginionej gwiazdki –
  - święty Mikołaj,
  - renifer
- 1992: Tom i Jerry: Wielka ucieczka – Doktor Buziaczek (pierwsza wersja)
- 1992–1993: Omer – Starzec
- 1992–1995: Prawdziwe przygody profesora Thompsona – Sepis
- 1992–1997: Kot Ik! – Mikołaj (odc. 27)
- 1992–1997: X-Men –
  - Carl Lykos / Sauron,
  - Doktor Adler,
  - Czarny Tom Cassidy,
  - Kurt Marko
- 1993−1994: Droopy, superdetektyw – Naczelnik
- 1993–1998: Animaniacy –
  - sklepikarz (odc. 8a),
  - Egipcjanin (odc. 25b),
  - Sy Sykman (odc. 26)
- 1993: Podróż do serca świata
- 1994: Strażnik pierwszej damy
- 1994: Byli sobie wynalazcy –
  - właściciel oryginałów aforyzmów Hipokratesa (odc. 3),
  - babiloński astronom w pomarańczowych szatach (odc. 4),
  - duchowny (odc. 4),
  - stary astronom (odc. 4),
  - ojciec Henryka Żeglarza (odc. 5),
  - posłaniec króla (odc. 5),
  - biskup (odc. 5),
  - sprzedawca Biblii (odc. 6),
  - Sabonarola (odc. 7),
  - kupiec (odc. 8),
  - jeden z biskupów (odc. 8),
  - pseudolekarz #3 (odc. 8),
  - jeden z chorych żołnierzy (odc. 8),
  - Bellarmino (odc. 9),
  - dyrektor szkoły (odc. 10),
  - londyński ksiądz (odc. 10),
  - jeden ze współtowarzyszy pana Hugh (odc. 10),
  - jeden z robotników (odc. 13),
  - przestraszony duchowny (odc. 13),
  - profesor Rajchman (odc. 14),
  - jony ujemne (odc. 14),
  - nauczyciel anatomii (odc. 15),
  - Huxley (odc. 15),
  - jeden z naukowców (odc. 17),
  - jeden z rosyjskich drwali (odc. 17),
  - telegrafista uczący Edisona (odc. 18),
  - prezes firmy Western Union (odc. 18),
  - urzędnik (odc. 18),
  - staruszek (odc. 19),
  - ojciec Henry’ego Forda (odc. 20),
  - stary pracownik (odc. 22),
  - jeden z reporterów (odc. 22),
  - wuj Einsteina (odc. 23),
  - zegar pokazujący rok (odc. 23),
  - naukowiec potwierdzający teorię względności Einsteina (odc. 23),
  - pan Hapro (odc. 24),
  - nauczyciel (odc. 25),
  - Sowiet sprawdzający zawartość wylądowanej kapsuły (odc. 25),
  - zaniepokojony pracownik stacji kosmicznej w okularach (odc. 25)
- 1994: Asterix podbija Amerykę – Kakofonix
- 1994–1995: Aladyn –
  - Haroud,
  - Xerxes (odc. 9, 12, 24, 49, 56),
  - piaskowy robal (odc. 14),
  - handlarz #2 (odc. 15),
  - Beduin #1 (odc. 18),
  - Hakim (odc. 18),
  - kapitan zatopionego statku (odc. 26),
  - Aziz (odc. 32-33),
  - Amin Damoola (odc. 55)
  - Fasir (odc. 65, 69, 71, 78),
  - Ajed Al-Gebraic (odc. 70)
- 1994–1998: Spider-Man – Skorpion
- 1994–2004: Przyjaciele – Doktor Donald Ledbetter
- 1995–1996: Karrypel kontra Groszki – dyrektor cyrku (odc. 1)
- 1995–1996: Maska
- 1995–2000: Sylwester i Tweety na tropie –
  - Syriusz Magik (wersja VHS; odc. 2),
  - mistrz Kendo Itchinogi (wersja VHS; odc. 6),
  - Fuj-Fuj Paciaj Pan (wersja VHS; odc. 8),
  - Frank Totter (wersja VHS; odc. 13)
- 1995: Jeszcze bardziej zgryźliwi tetrycy
- 1995: Rob Roy
- 1995: Babe – świnka z klasą
- 1995: Dragon Ball Z Fuzja – Północny Kaio
- 1995: Uwolnić orkę 2 – Bill Wilcox
- 1995: Wyspa skarbów –
  - Doktor Livesey,
  - Kot Dickens
- 1995–1997: Co za kreskówka!
- 1995–1997: Freakazoid! –
  - Mózgowiec (odc. 1c, 2c, 9a, 10a-10b, 14-15),
  - Jack Knot (odc. 2a, 21),
  - Profesor Heine (odc. 10b)
- 1996: Byli sobie odkrywcy (druga wersja) –
  - Portugalski żołnierz w twierdzy (odc. 9),
  - Filozof (odc. 9),
  - Mieszkaniec miasta Palos (odc. 9),
  - Marynarz (odc. 9),
  - Marynarz sprzedający szczury (odc. 9),
  - Wysłannik króla ogłaszający wzięcie ziem Ameryki w posiadanie Hiszpanii (odc. 9),
  - Indianin (odc. 12)
- 1996: Ucieczka
- 1996: Przygoda na Alasce – Koontz
- 1996: Zima wśród wierzb
- 1996–1997: Kacza paczka –
  - Chudy Rychu (odc. 5),
  - sklepikarz (odc. 7),
  - pustelnik (odc. 8),
  - policjant (odc. 13),
  - Szkot (odc. 14),
  - sir Harold (odc. 15),
  - rybak (odc. 16),
  - celnik na moście (odc. 18),
  - Wampir (odc. 23),
  - sprzedawca w dżungli (odc. 27),
  - poszukiwacz złota (odc. 35),
  - dr Johnson (odc. 36)
- 1996–1998: Mała księga dżungli – Bawół
- 1996−1999: Wojny potworów – Tarantulus
- 1996−2003: Laboratorium Dextera –
  - Dziadek Dextera (odc. 55c),
  - Stary człowiek, który pomylił domy (odc. 61a),
  - Pracownik restauracji (odc. 72a)
- 1997–1998: Przygody Olivera Twista
- 1997–2001: Byle do przerwy – Tate (odc. 19)
- 1997–2004: Johnny Bravo
- 1997–2009: Bibi Blocksberg –
  - Doktor Puls (odc. 11),
  - Pierre (odc. 15)
- 1998: Olinek Okrąglinek – Dziadek
- 1998: Dawno temu w trawie – Korneliusz
- 1998: Życzenie wigilijne Richiego Richa – Herbert Cadbury
- 1998: Dzielny pies Rusty – Boyd Callahan
- 1998: Kirikou i czarownica
- 1998: Mistrzowie golfa
- 1998: Przygody Kuby Guzika
- 1998: Teknoman – Carter
- 1998−1999: Podróże z Aleksandrem i Emilią –
  - Gustaw – mysz złodziej (odc. 3),
  - Wspólnik Grety (odc. 9),
  - Wujek Sam (odc. 16),
  - Kuzyn Ned (odc. 24),
  - Kapitan statku Mauretania (odc. 32),
  - Paolo (odc. 33),
  - Sklepikarz w kwiaciarni (odc. 35),
  - Kuzyn Pedro (odc. 37)
- 1998−1999: Szalony Jack, pirat –
  - Merlin (odc. 7b),
  - Ed (odc. 12b)
- 1998−1999: Tajne akta Psiej Agencji – Angus
- 1998−2000: I pies, i wydra
- 1999: Baśniowa kraina braci Grimm: Simsala –
  - Osioł (odc. 15),
  - jeden z krasnoludków (odc. 20)
- 1999: Król sokołów
- 1999: Mickey: Bajkowe święta
- 1999: Gwiezdne wojny: część I – Mroczne widmo – Sio Bibble
- 1999: Sonic Underground –
  - Profesor (odc. 13),
  - Wyrocznia (odc. 18)
- 1999–2002: Chojrak – tchórzliwy pies –
  - Eustachy Motyka,
  - Pan Wredny
- 2000: Disney zaprasza: Największe przeboje – Stara pszczółka (odc. Trzymajmy się razem)
- 2000: Tweety – wielka podróż – Pułkownik Rympałek
- 2000: Wampirek
- 2000−2003: X-Men: Ewolucja – Profesor (odc. 27)
- 2000: Chris Colorado – Herb Forsythe III
- 2000: Nowe szaty króla
- 2000: Diablo II – Deckard Cain
- 2001: Atlantyda – Zaginiony ląd
- 2001: Shrek – Gepetto
- 2001: Ratunku, jestem rybką!
- 2001: Magiczna gwiazdka Mikiego: Zasypani w Café Myszka
- 2001: Barbie w Dziadku do orzechów – major Miętówka
- 2001–2002: Café Myszka –
  - Gburek (odc. 2, 13, 32),
  - Wesołek (odc. 27),
  - Maurycy (odc. 33),
  - Straszny kozioł (odc. 34),
  - admirał (odc. 36)
- 2001–2003: Strażnicy czasu –
  - Leonardo da Vinci (odc. 3b),
  - Abraham Lincoln (odc. 5a)
- 2001–2003: Legenda Tarzana – Usula (odc. 9, 22)
- 2001–2004: Liga Sprawiedliwych
- 2001–2007: Mroczne przygody Billy’ego i Mandy –
  - Stary Wróżka Zębuszka (odc. Dobrzy, źli i bezzębni),
  - Pan Hinkey (odc. Kaczka),
  - Kapitan Zieldziąs (odc. Konkurs piękności)
- 2002–2003: He-Man i władcy wszechświata
- 2002–2005: Co nowego u Scooby’ego? – Pete (odc. 11)
- 2002: Barbie jako Roszpunka – Hobbie, Strażnik #2
- 2002: Harry Potter i Komnata Tajemnic
- 2002: Gwiezdne wojny: część II – Atak klonów –
  - Sio Bibble,
  - Wat Tambor
- 2002: Śnieżne psy – Arthur
- 2002: Pinokio –
  - doktor Kruk,
  - Sędzia Goryl,
  - nauczyciel Pinokia,
  - różne głosy
- 2003: Atlantyda: Powrót Milo – Sam McKeane
- 2003–2005: Kaczor Dodgers –
  - Mędrzec z Marsa (odc. 10b),
  - marsjański urzędnik udzielający ślubu (odc. 27),
  - profesor (odc. 28a, 33)
- 2003: Czerwony traktorek –
  - Tomasz (pierwsza wersja),
  - Eryk (druga wersja)
- 2003: Looney Tunes znowu w akcji – Szef ochrony
- 2004–2009: Dom dla Zmyślonych Przyjaciół pani Foster – Zielony zmyślony przyjaciel z wąsami (odc. 22)
- 2004: Terminal – sprzątacz Mukka
- 2004: Gwiezdne jaja: Część I – Zemsta świrów – senator Davis
- 2004: Mulan II
- 2004: Rogate ranczo
- 2005: Czerwony traktorek
- 2005: Garbi: super bryka – Jimmie
- 2005: Harry Potter i Czara Ognia – Frank Bryce
- 2005: Wallace i Gromit: Klątwa Królika – pastor
- 2005: Awatar: Legenda Aanga – starzec (odc. 6)
- 2005–2007: Amerykański smok Jake Long –
  - Kulde (odc. 11),
  - starszy leśnych duszków #1 (odc. 12)
- 2005–2008: Nie ma to jak hotel –
  - Sprzedawca raciczek i hot-dogów (odc. 48),
  - Leo (odc. 51),
  - Merle (odc. 56),
  - Ambasador Maroka (odc. 59),
  - David (odc. 82)
- 2005–2009: Karol do kwadratu – Doktor Wilson (odc. 3, 8, 13, 25)
- 2006: Tom i Jerry: Szybcy i kudłaci
- 2006: Asterix i wikingowie – kryptograf
- 2006: Eragon
- 2006: Sposób na rekina – Mol
- 2006–2007: Klasa 3000 –
  - Albert Swarts (odc. 1-2, 13),
  - Lalka (odc. 7),
  - Tata Eddiego (odc. 8)
- 2006–2009: Storm Hawks – Król Agar
- 2007: Simpsonowie: Wersja kinowa –
  - Abraham Simpson,
  - Sprzedawca na stacji benzynowej
- 2007: Złoty kompas – Thorold
- 2007: Koń wodny: Legenda głębin – Clyde
- 2007: Ben 10: Wyścig z czasem
- 2007: W pułapce czasu
- 2007: Lucky Luke na Dzikim Zachodzie –
  - Oskarżyciel,
  - Staruszek
- 2007: Wiedźmin –
  - Pucybut,
  - Hierofant,
  - Tobias Hoffman,
  - właściciel manufaktury
- 2008: Marta mówi
- 2008: Kung Fu Panda – Oogway
- 2008: Kung Fu Panda: Sekrety Potężnej Piątki – Oogway
- 2008: Wyspa Nim – Sternik
- 2008–2009: Była sobie Ziemia –
  - dziadek (odc. 9),
  - stary członek plemienia (odc. 9),
  - starzec jednej z wiosek (odc. 11),
  - stary Inuit (odc. 17)
- 2008–2011: Batman: Odważni i bezwzględni –
  - Duch generała Stuarta (odc. 44),
  - Wujek Sam (odc. 48),
  - Staruszek (odc. 51)
- 2009: Harry Potter i Książę Półkrwi
- 2009: Dragon Age: Początek
- 2009: Dzieci Ireny Sendlerowej – Stary żyd
- 2010: Alicja w Krainie Czarów
- 2010: Wakfu – Ruel Stroud
- 2010: True Jackson – Frank Giapello
- 2010: Cziłała z Beverly Hills 2 – Ksiądz
- 2010: Niania i wielkie bum – Pan Docherty
- 2010: Stuart Malutki
- 2010: Shrek Forever
- 2010: Żółwik Sammy – Czesław (stary żółw)
- 2010: Ostatni władca wiatru – starzec w świątyni
- 2010: Artur i Minimki 3. Dwa światy
- 2010: Opowieści z Narnii: Podróż Wędrowca do Świtu –
  - Lord Bern,
  - jeden z Łachonogów
- 2010: Kung Fu Panda: Sekrety Potężnej Piątki – Oogway
- 2010: Shrek ma wielkie oczy – Gepetto
- 2010: Safari 3D – Wintson
- 2011: Batman: Odważni i bezwzględni –
  - duch generała Stuarta (odc. 44),
  - wujek Sam (odc. 48)
  - Staruszek (odc. 51)
- 2011: Cziłała z Beverly Hills 2 – Ksiądz
- 2011: Rango – Ambrose
- 2011: Smerfy – Papa Smerf
- 2011: Harry Potter i Insygnia Śmierci. Część II – pan Ollivander
- 2011: Artur ratuje gwiazdkę – Ernie
- 2011: Opowieść Wigilijna Smerfów – Papa Smerf
- 2011: Wiedźmin 2: Zabójcy królów – Fioravanti
- 2012: The Elder Scrolls V: Skyrim
- 2012: Opowieści Śrubziemia
- 2012: Risen 2: Mroczne wody
- 2012: Kung Fu Panda: Legenda o niezwykłości – Oogway
- 2012: Diablo III – Deckard Cain
- 2012: Jessie – strażnik Bill
- 2012: SuperSprytek i Sprytusie
- 2012: Legenda Korry –
  - Lider Białego Lotosu,
  - Toza (odc. 2)
- 2012: Mega przygody Bucketa i Skinnera –
  - staruszek (odc. 2),
  - sąsiad Skinnera (odc. 7, 9)
- 2012: Przygody Sary Jane (nowa dubbing) – jeden z Shansheethów (odc. 40)
- 2013: Max Steel – egzaminator (odc. 15)
- 2013: Koty mówią!
- 2013: Titeuf – Dziadek Titeufa
- 2013: Jeździec znikąd – Telegrafista
- 2013: Smerfy 2 – Papa Smerf
- 2013: Sam i Cat
- 2013: Gdzie jest Gwiazdka? – Dziadek Mossy
- 2013: Rysiek Lwie Serce
- 2013: Babar i przygody Badou – generał Hook
- 2013: Skubani – Pędzący Niedźwiedź
- 2014: Tajemnicze Złote Miasta
- 2014: Diablo III: Reaper of Souls – Deckard Cain
- 2014: Doraemon
- 2014: Hotel 13
- 2014: Powstanie warszawskie
- 2014: Samoloty 2 – Henryk
- 2014: Pudłaki
- 2014: Paddington
- 2015: Chica Vampiro. Nastoletnia wampirzyca – mistrz Seymour
- 2015: Avengers: Czas Ultrona
- 2015: BoJack Horseman
- 2015: Strażak Sam i bohaterowie burzy – Garet, dziadek Jamesa i Sary
- 2016: Kung Fu Panda: Sekrety mistrzów – Mistrz Oogway
- 2016: Kung Fu Panda 3 – Mistrz Oogway
- 2017: Mały rycerz Trenk – Książę
- 2017: Piraci z Karaibów: Zemsta Salazara – kapłan udzielający ślubu
- 2019: MediEvil – Śmierć

### Słuchowiska
- Matysiakowie – Stanisław „Stach” Matysiak
- W Jezioranach – Dendera
- 2002: Ferdydurke – lokaj Franciszek (odc. 18, 20-21, 23-24)
- 2002: Stara baśń – Lisun, sługa Popiela (odc. 13-14)
- 2003: Przygody Dona Kichota – starzec II (odc. 32)
- 2004: Imię róży – brat Jan (odc. 22)
- 2004: Oliver Twist – pracownik gminy (odc. 1-2)
- 2010: Narrenturm – Żebrak
- 2011: Ostatnie życzenie – Odźwierny Beau Berranta (Ostatnie życzenie)
- 2014: Ojciec chrzestny